# A las barricadas
A las barricadas (Alle barricate) fu una delle canzoni più famose degli anarchici spagnoli durante la guerra civile spagnola ed è oggi anche l'inno ufficiale di Radio Klara di Valencia.
Cantata sulla base della Warszawianka 1905 roku, il testo venne scritto da Valeriano Orobón Fernández nel 1936. "La Confederazione", presente nell'ultima strofa, si riferisce alla CNT (Confederación Nacional del Trabajo - "Confederazione Nazionale del Lavoro"), a quei tempi il più grande sindacato e l'organizzazione anarchica più importante della Spagna, nonché la maggiore oppositrice di Franco e della Falange Spagnola.

## Testo
(Cliccare qui per ascoltare)
| Negras tormentas agitan los aires nubes oscuras nos impiden ver Aunque nos espere el dolor y la muerte contra el enemigo nos llama el deber. El bien más preciado es la libertad hay que defenderla con fe y con valor. Alza la bandera revolucionaria que llevará al pueblo a la emancipación Alza la bandera revolucionaria que llevará al pueblo a la emancipación En pie el pueblo obrero a la batalla hay que derrocar a la reacción ¡A las Barricadas!¡A las Barricadas! por el triunfo de la Confederación. ¡A las Barricadas!¡A las Barricadas! por el triunfo de la Confederación. | Nere tormente agitano l'aria Nubi oscure ci impediscono di vedere. Anche se ci aspettassero il dolore e la morte Contro il nemico ci chiama il dovere. Il bene più prezioso è la libertà Bisogna difenderla con fede e con valore. Alza la bandiera rivoluzionaria Che porterà il popolo all'emancipazione. In piedi popolo operaio, alla battaglia Bisogna abbattere la reazione. Alle barricate! Alle barricate! Per il trionfo della Confederazione! Alle barricate! Alle barricate! Per il trionfo della Confederazione! |  |

## Artisti che ne hanno fatto delle cover
- Ades (artista)
- Dandelion Junk Queens
- Los Dolares
- Los Muertos de Cristo
- Pascal Comelade
- Serge Utgé-Royo
- 44 Leningrad
- Casa del vento (in Novecento)
- Les Anarchistes
- Cisco
- Jomo kaj liberacanoj